# Бобах, Ида
Ида Бобах (дат. Ida Bobach; 30 июля 1991, Силькеборг, Дания) — датская спортсменка-ориентировщица, призёр чемпионата мира 2011 года по спортивному ориентированию, многократная победительница первенств мира среди юниоров. Ей принадлежит рекорд по количеству завоеванных золотых медалей юниорских первенств (по спортивному ориентированию) за всю историю.

## Биография
В детстве жила вместе с семьей недалеко от Силькеборга. Родители Иды занимаются ориентированием и с ранних лет брали Иду на различные соревнования.
Её старшие братья Христиан (род. 1987) и Сёрен (род. 1989) тоже занимаются спортивным ориентированием, входили в сборную Дании и в разное время были призерами мировых юниорских первенств. Окончила гимназию в Силькеборге.

## Юниорский спорт
2006
Бобах принимала участие в первенстве мира среди юниоров в 2006 году. где заняла 49 место в спринте и на длинной дистанции, на средней дистанции была 20-й. Её старший брат Сёрен Бобах на этом первенстве завоевал золотую медаль.
2007
Также представляла Данию на первенстве мира 2007 в Австралии, где она заняла 25 место в спринте, 19 на средней дистанции и была 33-й на длинной дистанции. Старший брат Христиан выиграл бронзу на длинной дистанции.
2008
На первенстве мира среди юниоров 2008, проходившем в шведском Гётеборге Ида Бобах в составе эстафетной команды заняла второе место. Её напарницами по команде были Сигне Клинтинг и Майя Альм. В спринте была 14-й, 45-й на средней дистанции и 22-й на длинной.
В этом же году Ида завоевала золотую медаль на первенстве Европы среди юношей и девушек до 18 лет (EYOC), в котором могла еще участвовать по возрасту.
2009

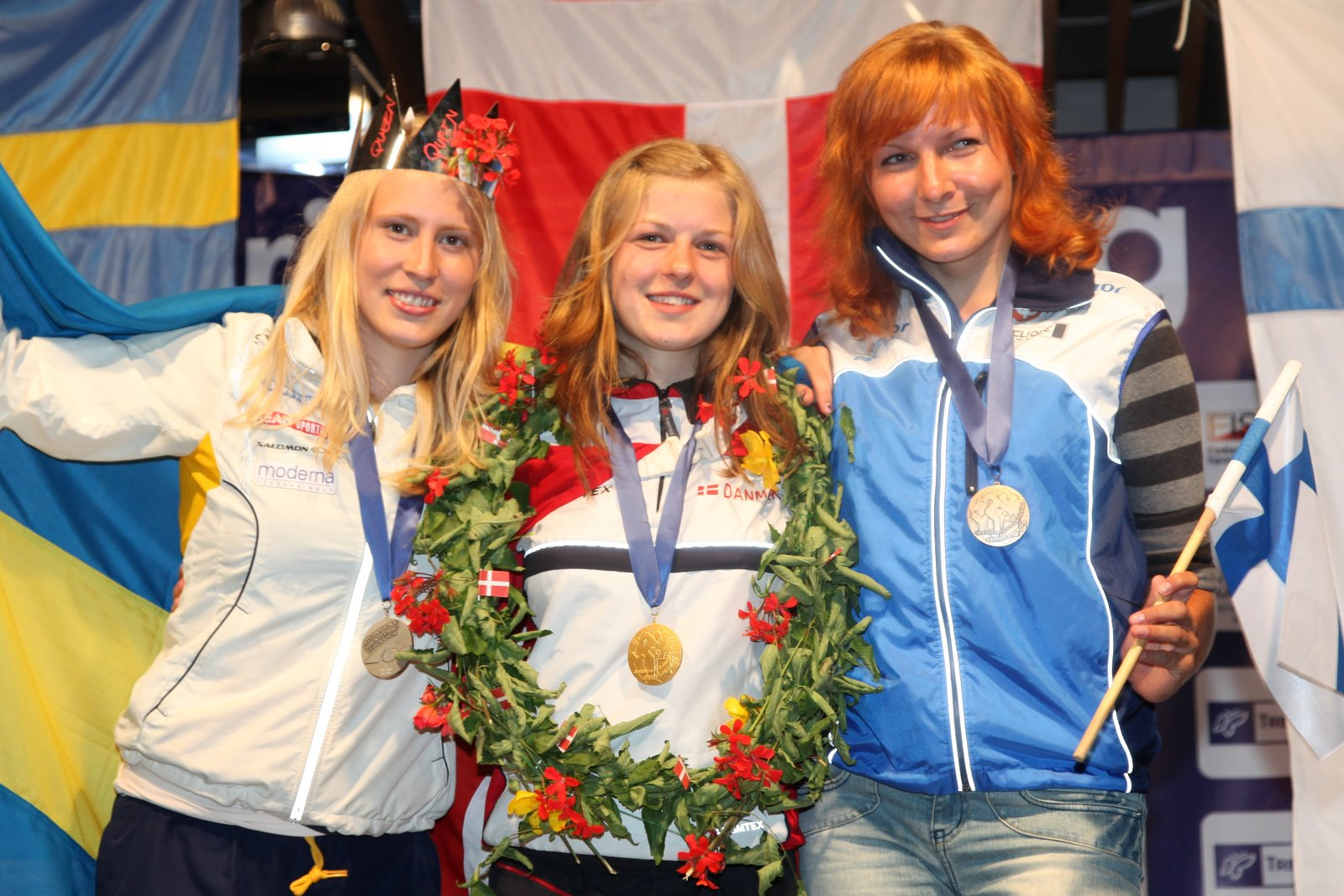
Ида Бобах с золотой медалью первенства мира 2009 среди юниоров

На мировом первенстве среди юниоров в Италии она выиграла медали во всех четырех дисциплинах, включая золотую медаль на длинной дистанции.
На длинной дистанции она более чем на минуту опередила шведку Йенни Лённквист (Jenny Lönnkvist), занявшую второе место. В спринте Ида завоевала серебряную медаль, разделив её с чешкой Терезой Новотной. На средней дистанции Ида Бобах была третьей. В эстафете вместе с Эммой Клингенберг и Сигне Клинтинг принесла бронзовые медали в копилку сборной Дании.
2010

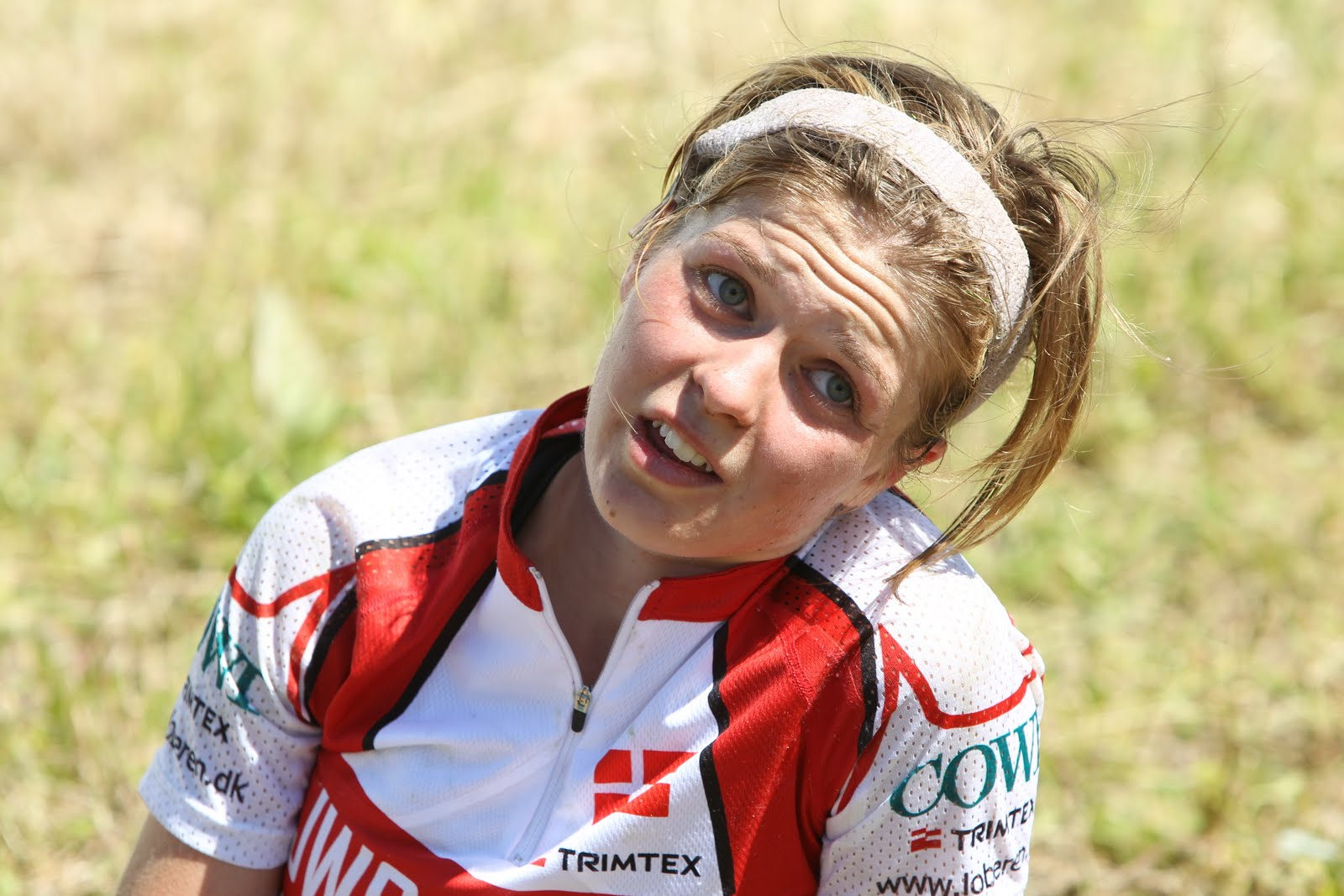
После финиша на JWOC 2010

На домашнем первенстве мира 2010, проходившем в датском Ольборге Ида уже рассматривалась в качестве одного из фаворитов. Принимала участие в трех видах программы из четырех возможных (Ида не участвовала в соревнованиях на средней дистанции) и показала 100 % результат, завоевав три золотые медали. В этом же году она прошла отбор во взрослую национальную команду и уже через месяц, в августе, представляла Данию на чемпионате мира в Норвегии.
2011
В 2011 году Ида приехала на первенство мира в Польшу уже будучи членом взрослой сборной команды Дании и вместе со шведкой Александерссон была одной из двух фавориток первенства. В первый день соревнований Бобах выиграла спринт, который проходил в городке Лемборк, опередив свою соотечественницу Эмму Клингенберг, завоевавшую серебряную медаль. На следующий день повторила свой успех, одержав победу уже на длинной дистанции. Эмма Клингенберг опять была второй, Александерссон — третьей. Эта золотая медаль для Иды стала шестой золотой медалью, выигранной на первенствах мира среди юниоров. Тем самым она установила новый рекорд по количеству завоеванных золотых медалей юниорских первенств за всю историю их проведения. Прежний рекорд принадлежал норвежцу Олафу Лунданесу, который завоевал 5 золотых медалей юниорских первенств. Напряженная борьба получилась на средней дистанции. Первую половину гонки лидировала шведка Туве Александерссон, побеждавшая на этой дистанции два года подряд. На восьмом КП спортсменки показали одинаковое время, а далее пробежав несколько перегонов лучше своей соперницы, Ида уверенно финишировала первой, опередив Александерссон более чем на полминуты. Эта золотая медаль стала седьмой, завоеванной Идой Бобах на юниорских первенствах. Завоевать золото в эстафете помешало неудачное выступление команды на первом этапе. Ита Клингенберг провалила свой этап и пришла лишь 22-й с отставанием более 5 минут, Эмма Клингенберг смогла немного сократить отставание и перед заключительным этапом, который предстояло бежать Иде, Дания была 11-й. Ида смогла вытащить команду с 11 на 3 место, на финишной прямой на секунду обогнав сборную Швейцарии.

## Взрослая карьера

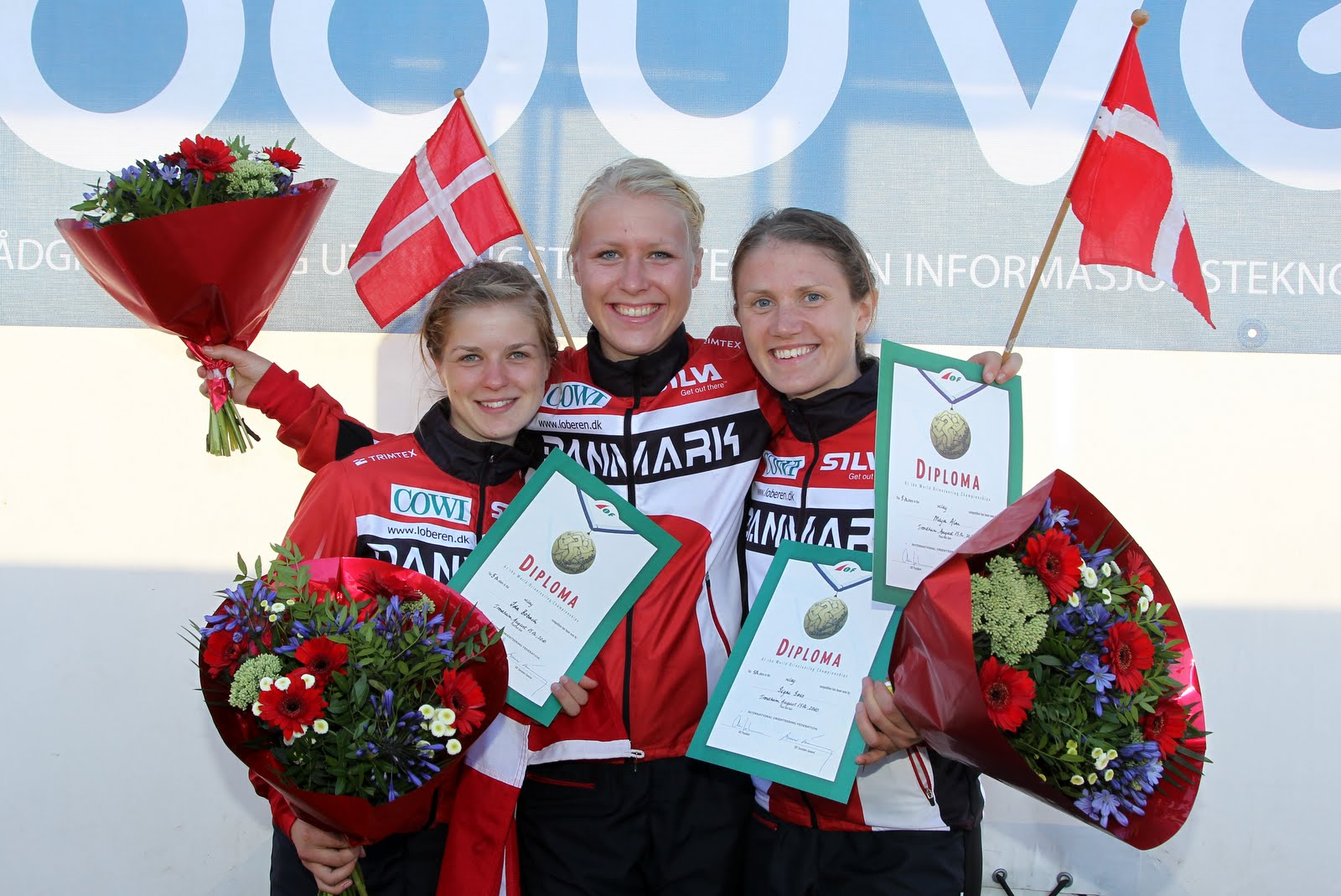
Датская команда (Ида Бобах, Майя Альм и Сигне Сёэс во время цветочной церемонии на чемпионате мира 2010

В 19 лет Ида прошла отбор во взрослую команду Дании и участвовала в чемпионате мира 2010 года в Тронхейме..
Успешно пройдя квалификацию на средней дистанции в финале заняла 13 место среди 45 участниц. Так же она бежала за датскую команду на первом этапе в эстафете. Дания заняла пятое место среди 28 команд, пропустив вперед команды Финляндии, Норвегии, Швеции и Швейцарии.
Выступает за шведский клуб Ulricehamns OK. Её одноклубницей является «легенда» спортивному ориентированию швейцарка Симона Ниггли. На внутренних соревнованиях в Дании представляет свой родной клуб Silkeborg OK.
На одной из самых больших и престижных клубных эстафет Venla Ида в составе клуба Ulricehamns OK заняла первое место в 2009 году и через год, тем же составом (Майя Альм, Йенни Юханссон, Ида Бобах и Симона Ниггли) второе место.
На клубной эстафете Tiomila в 2010 года Ида выступала на первом этапе и показала лучшее время, в итоге Ulricehams OK занял второе место среди более чем 300 команд.
2011
На чемпионате мира во Франции Ида Бобах завоевала серебряную медаль на средней дистанции. В эстафете сборная Дании заняла пятое место.